# Ампелий Миланский
Ампе́лий (итал. Sant' Ampelio; умер в 672) — святой архиепископ Милана. День памяти — 8 июля.
Святой Ампелий был архиепископом Милана с 665 до 672 года. Он стал архиепископом вслед за святым Мавризилием, но после того, как миланская кафедра четыре года оставалась вакантной из-за политических событий. Его житие до нашего времени не сохранилось.
В конце XVI века мощи святого Ампелия обрёл Карло Борромео. Они, как и мощи его предшественника, святого Маврезилия, находятся в базилике святого Симплициана.